# Meunet-sur-Vatan

Meunet-sur-Vatan este o comună în departamentul Indre, Franța. În 1 ianuarie 2022 avea o populație de 196 de locuitori.